# Borderliner
Borderliner (Grenseland) est une série télévisée policière norvégienne de Meghan Gallagher. Elle est diffusée à partir du 2 novembre 2017 sur TV2 en Norvège et disponible sur Netflix depuis le 6 mars 2018.

## Synopsis
L'enquêteur Nikolai Andreassen est mis en congé forcé par son supérieur à la suite de son témoignage contre un collègue. Il part chez son frère, également policier, mais quand celui-ci est appelé pour un suicide, Nikolai suppose un crime. L'enquête révèle que son frère est impliqué et il va maquiller les indices pour tenter de l'innocenter.

## Fiche technique
- Scénaristes : Meghan Gallagher, Bjørn Ekeberg et Melike Leblebicioglu[2]

- Producteurs : Tobias Santelmann, Christopher Haug, Frank Jastfelder, Sigrid Strohmann, Stefan Baron, Mikael Wallen, Norton Herrick, Pilar de Posadas, Hakon Briseid et Bard Fjulsrud.
- Créateurs (idée originale) : Maghan Gallagher et Alexender Opsal.
- Réalisateurs : Gunnar Vikene, Bjørn Ekeberg.
- Année de production : 2017.
- Chaine d'origine : TV 2
- Durée des épisodes : 45 min

## Distribution
- Tobias Santelmann (VF : Damien Boisseau) : Nikolai Andreassen
- Ellen Dorrit Petersen (VF : Laurence Bréheret) : Anniken Larsen
- Benjamin Helstad (VF : Stanislas Forlani) : Lars Andreassen
- Eivind Sander : Josef Koldberg
- Bjørn Skagestad : Hans Olav Andreassen
- Thelma Farnes Ottersen : Mila
- Todd Bishop Monrad Vistven : Erik

## Épisodes

### Première saison (2018)
La saison 1 comporte 8 épisodes.

## Réception critique
Erik Adams du AV Club considère la série comme de "premier choix". Megan O'Keefe du Decider décrit le show comme "aussi sombre et atmosphérique que son genre, le Scandi-Noir (Thriller-Policier). Mais aussi élégant, beau et intense".     